# Abraham Brueghel

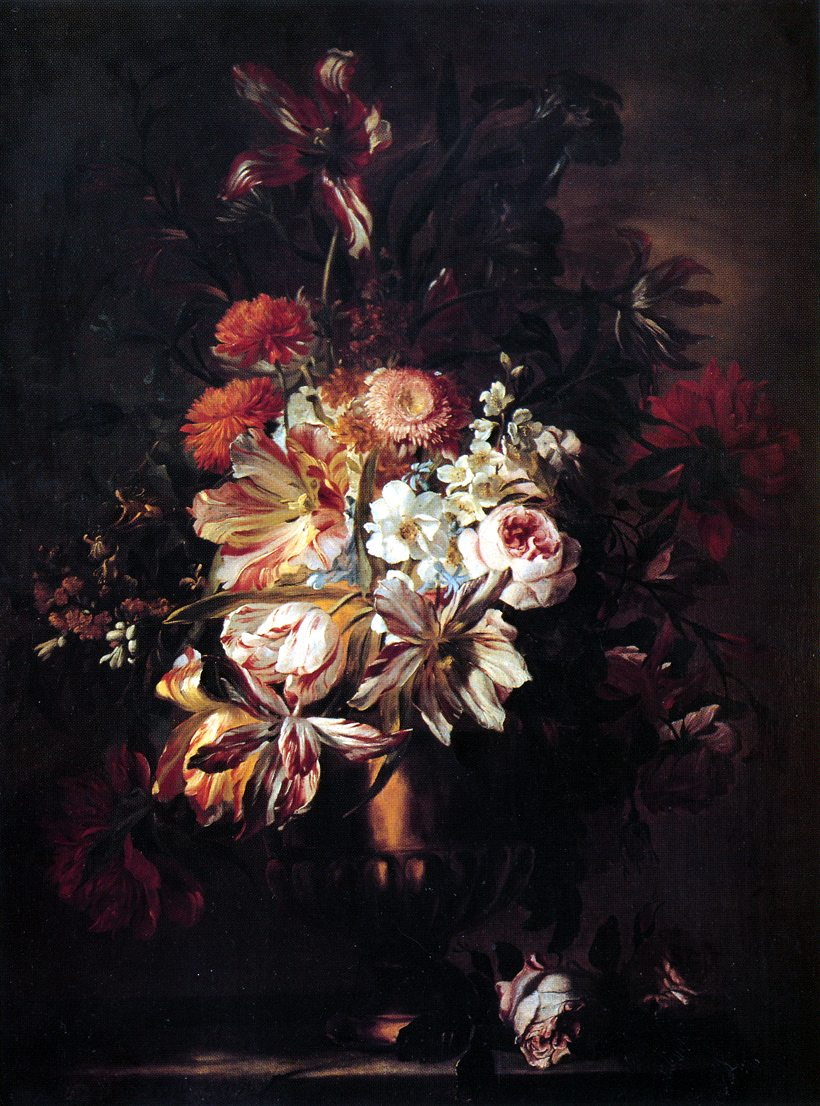
Abraham Brueghel, Bouquet de fleurs dans un vase en bronze
Taille, 98,5 cm x 75 cm su tela, 1670, firmato, Roma

Abraham Brueghel (Anversa, 28 novembre 1631 – Napoli, 1697) è stato un pittore fiammingo.

## Biografia
Appartenente alla celebre dinastia dei Brueghel (era figlio di Jan il Giovane e nipote di Jan Brueghel dei Velluti; il suo bisnonno era il celebre Pieter Bruegel il Vecchio), Abraham Brueghel trascorse, al contrario dei suoi familiari, quasi tutta la vita in Italia, dove giunse nel 1649.
Abraham dipinse quasi solo composizioni di fiori; la sua prima commissione importante fu quella per il nobile messinese Antonio Ruffo, un raffinatissimo collezionista che fu il primo italiano a richiedere un'opera di Rembrandt.

Di seguito Brueghel soggiornò a Roma, dove si sposò con un'italiana e ritrasse soprattutto fiori e nature morte in dipinti richiestissimi dai collezionisti, completati da figure umane dipinte da artisti quali Giacinto Brandi, Maratta, Baciccio, Nicola Vaccaro e altri. Nel 1670 fu accolto nell'Accademia di San Luca.
 Si pensa che la sua arte ebbe un'influenza determinante su Giovanni Paolo Castelli, che viveva vicino a lui.
Negli ultimi anni la vita di Abraham si divise tra lunghi soggiorni a Roma e a Napoli, dove, a detta delle fonti coeve, si era guadagnato il soprannome di Brueghel il fracassoso.
Alla Galleria dell'Accademia (Napoli) si conserva la una tela, dal titolo Pomona o Estate (dimensioni 76x102 cm, inventario 714) che nel vecchio inventario era attribuita a "Scuola Napoletana" e che risulta dal 1971 assegnata a Brueghel, con la collaborazione di "ignoto autore romano".